# Буров, Вячеслав Васильевич
Вячеслав Васильевич Буров (5 апреля 1940, Ленинград — 1 мая 2015, Санкт-Петербург) — советский и российский врач, ученый, специалист по организации медицинской помощи морякам, кандидат медицинских наук, профессор, заслуженный врач Российской Федерации, член-корреспондент РАЕН.

## Биография
С 1947 по 1955 год обучался в школе № 183 г. Ленинграда (ныне — ФБОУ СОШ № 183 Центрального района г. Санкт-Петербурга).
В 1968 году окончил лечебный факультет Первого Ленинградского медицинского института им. И. П. Павлова. В 1987 году защитил диссертацию на соискание ученой степени кандидата медицинских наук.
Работал в Ленинградском высшем инженерном морском училище имени адмирала С. О. Макарова, преобразованном затем в Государственную морскую академию и Государственный университет морского и речного флота им. С. О. Макарова.
С января 1975 года до своей кончины являлся начальником медико-санитарной службы. При непосредственном участии профессора В. В. Бурова при МСС ГМА в 1995 году был создан Морской медицинский учебно-практический центр.
Скончался 1 мая 2015 года после тяжелой продолжительной болезни, похоронен на Богословском кладбище Санкт-Петербурга.

## Преподавательская работа в высшей школе
Инициатор и организатор первой в России кафедры морской медицинской подготовки плавсостава, организованной в ГМА им. адм. С. О. Макарова. С 1999 года являлся профессором кафедры.

## Научная деятельность
Профессор В. В. Буров — автор более 100 научных и научно-методических работ по организации медицинской помощи морякам, в том числе монографий, статей в ведущих статусных научных журналах, учебников и учебных пособий.

## Основные научные работы

#### Монографии
- Буров В. В., Твердохлебов А. С. Современные медико-социальные проблемы подготовки и трудовой деятельности инженерного состава торгового флота. — СПб.: Мед. пресса, 2006. — 323 с.
- Галанкин Л. Н., Буров В. В., Перцовая Г. М. Галанкин, Л. Н. Наркологическая профилактика на морских, речных и рыбопромысловых судах — СПб.: Мед. пресса, 2005. — 318 с.
- Галанкин Л. Н., Ливанов Г. А., Буров В. В. Алкогольный делириозный шок: Монография. ФГБОУВО ГУМРФ им. адм. С. О. Макарова, 2004. — 215 с.
- Твердохлебов А. С., Жигулева Л. Ю., Буров В. В. и др. Качество медицинской помощи и руководство организацией: Монография — СПб.: ФГБОУВО ГУМРФ им. адм. С. О. Макарова, 2003. — 130 с.
- Александров А. И., Буров В. В., Кузьминых К. С. и др. Наркологическая безопасность на морских, речных и рыбопромысловых судах: Монография. — СПб.: ФГБОУВО ГУМРФ им. адм. С. О. Макарова, 2000. — 303 с.

#### Научные статьи
- Буров В. И. Основные проблемы и пути их решения, возникающие при мультимодальной перевозке крупногабаритных и тяжеловесных грузов из стран ближнего и Дальнего зарубежья в регионы Российской Федерации. // Транспортное дело России. № 4. — М.: Морские вести России, 2017. — № 4. — С. 106—108.
- Буров В. И. Влияние федерального закона о линейном судоходстве на перспективы развития линейных перевозок, а также на порты Российской Федерации // Транспортное дело России. № 4. — М.: Морские вести России, 2016. — С. 79—80.
- Галанкин Л. Н., Буров В. В. ,Желиховский С. Е. Профилактика наркопроцесса на судах морского флота // Морское образование: традиции, реалии и перспективы : материалы научно-практической конференции, Санкт-Петербург, 31 марта 2015 года. — СПб.: ФГБОУВО ГУМРФ им. адм. С. О. Макарова, 2015. — С. 56—61.
- Галанкин Л. Н., Буров В. В. , Семиволос В. И. Обоснование потребности в подготовке бакалавров по специальности 060500.62 для оказания лечебно- диагностической помощи на морских судах. // Сборник научных трудов профессорско- ГУМРФ им. адм. С. О. Макарова. Санкт-Петербург, 10-13 марта 2014 года. — СПб.: ФГБОУВО ГУМРФ им. адм. С. О. Макарова, 2014. — С. 172—174.
- Галанкин Л. Н., Буров В. В. Инновационное развитие медицинского обеспечения на морском судне // Вестник ГУМРФ им. адм. С. О. Макарова. № 2(24). — СПб.: ФГБОУВО ГУМРФ им. адм. С. О. Макарова, 2014. — С. 9—16.
- Галанкин Л. Н., Буров В. В. Значение психики при выборе инновацийв медицинском обеспечении на морских судах. // Вестник ГУМРФ им. адм. С. О. Макарова. № 4(26). — СПб.: ФГБОУВО ГУМРФ им. адм. С. О. Макарова, 2014. — С. 7—20.
- Фельдман Б. Г., Твердохлебов А. С., Буров В. В. Аутогенная тренировка плавсостава. // Сборник научных трудов профессорско-преподавательского состава ГУМРФ им. адм. С. О. Макарова, Санкт-Петербург, 10—13 марта 2014 года. — СПб.: ФГБОУВО ГУМРФ им. адм. С. О. Макарова, 2014. — С. 195—197.
- Галанкин, Л. Н., Буров В. В. Ключевое звено общественной наркопрофилактики. // Проблемы городского здравоохранения : Сборник научных трудов / Под редакцией Н. И. Вишнякова. — СПб.: ООО «Первый издательско-полиграфический холдинг», 2014. — С. 129—132.
- Галанкин Л. Н., Галанкин Т. Л., Буров В. В. Процесс неспецифических реакций в формировании делирия. // Неврологический вестник. Т. 39. № 3. — Казань: КГМУ, 2007. — С. 13—15.
- Поляков И. В., Буров В. В., Твердохлебов А. С., Желиховский С. Е. Медицинская помощь работникам водного транспорта: состояние дел и перспективы развития. // Эксплуатация морского транспорта. № 4(50). — Новороссийск: ГМУ им. адм. Ф. Ф. Ушакова, 2007. — С. 40—46.
- Колесников И. В., Буров В. В., Поляков И. В. Актуальные проблемы оказания медицинской помощи на судах дальнего следования. // Проблемы социальной гигиены, здравоохранения и истории медицины. № 1. — М.: НИИ общественного здоровья имени Н. А. Семашко, 2001.
- Буров В. В., Поляков И. В., Соколова Н. С., Трофимова Н. В. О методике и результатах профилактических осмотров абитуриентов. // Здравоохранение Российской Федерации.№ 3. — М.: НИИ гигиены им. Ф. Ф. Эрисмана, 1986.

#### Учебники и учебные пособия
- Поляков И. В., Могучая О. В., Буров В. В., Михеев В. Л. Медицинская помощь на судах: Учебник. — СПб.: ООО «ИнформМед», 2009. — 424 с.

#### Прочие
- Буров В. В., Гаврилов Ю. Ф., Колесников И. В. и др. Руководство по оказанию первой медицинской помощи при несчастных случаях, связанных с перевозкой опасных грузов (РПМП) : Приложение к Международному Медицинскому Руководству для судов (ММРС) — Несчастные случаи при перевозке химических грузов (с комментариями и дополнениями специалистов Санкт-Петербурга) / — СПб.: ГМА им. адм. С. О. Макарова, 2000. — 142 с.

## Награды
- Заслуженный врач Российской Федерации;
- Почетный работник транспорта России;
- Почетный работник высшей школы Российской Федерации;
- Отличник здравоохранения СССР.
- Медаль «За оборону Ленинграда»;
- Медаль «Ветеран труда»;
- Медаль «В память 250-летия Ленинграда»;
- Юбилейная медаль «За доблестный труд. В ознаменование 100-летия со дня рождения Владимира Ильича Ленина».
- Юбилейная медаль «В память 300-летия Санкт-Петербурга»;
- Юбилейная медаль «300 лет Российскому флоту»;
- Юбилейная медаль «70 лет Победы в Великой Отечественной войне 1941—1945 гг.»;
- Юбилейная медаль «65 лет Победы в Великой Отечественной войне 1941—1945 гг.».

## Семья
Сын — Игорь Буров, дочь — Анастасия Бурова, внуки — Вячеслав, Елена.